# Marakei
Marakei – atol koralowy położony w zachodnio – środkowej części Oceanu Spokojnego, wchodzący w skład Wysp Gilberta, należący do Kiribati. Atol posiada zamkniętą lagunę, którą otaczają dwie duże wyspy. Liczba ludności wynosi 2 738 mieszkańców.